# حوا علم نورستانی
حوا علم نورستانی (زاده: ۱۳۴۵، ولایت ننگرهار) سیاست‌مدار افغانستانی و نماینده مردم نورستان در دوره پانزدهم مجلس نمایندگان افغانستان است. وی در ۱۲ حوت/اسفند ۱۳۹۷ از سوی اشرف غنی به عنوان رئیس کمیسیون متقلب انتخابات افغانستان منصوب شد. به نقل از طلوع و رویترز بالغ بر ۲۵ میلیون افغانی از غنی رشوه برای تقلب کاری دریافت کرده‌است

## زندگی‌نامه
حوا علم نورستانی متولد ۱۳۴۵ از ولایت ننگرهار افغانستان است. وی دارای مدرک تحصیلی لیسانس در رشته خبرنگاری است.

## دیگر فعالیت‌ها
- خبرنگار و مدیر مسئول نشریات جرگه، میرمن[۱]
- معاون ریاست نشریات وزارت امور زنان.[۱]
- معاون میرمنو تولنه[۱]
- رئیس کمیسیون مستقل انتخابات ریاست جمهوری: ۱۲ حوت/اسفند ۱۳۹۷